# Luis Nicolau d'Olwer
Luis Nicolau d'Olwer (Barcelona, 20 de enero de 1888-Ciudad de México, 24 de diciembre de 1961) fue un político, historiador, catedrático y escritor español de ideología nacionalista catalana y republicana.

## Biografía

### Juventud y primeros años
Nacido en Barcelona el 20 de enero de 1888, era hijo del notario Joaquín Nicolau Bujóns y de Anna d'Olwer, de origen irlandés. En 1904 comenzó la carrera de Filosofía y Letras. A finales de 1917 publicaba Literatura Catalana. Perspectiva General, la primera historia de la literatura catalana escrita íntegramente en catalán. El mismo año era nombrado miembro del Instituto de Estudios Catalanes y elegido concejal del Ayuntamiento de Barcelona por la Lliga Regionalista.
Nicolau se incorporó a la Comisión de Cultura, donde impulsó una serie de proyectos vinculados al movimiento de renovación pedagógica. Así nacieron las escuelas del Bosque y del Mar, entre otros. Miembro fundador en 1922 de Acció Catalana, fue líder de la Societat d'Estudis Militars, donde se estudiaba la creación de unas fuerzas armadas catalanas.
La República Francesa le concedió la Legión de Honor. También en 1922 se estrenó como profesor de la Escuela de Bibliotecarias y de la Universidad de Barcelona.
En 1923 Nicolau ingresó en la Unión Académica Internacional. Entre los años 1926 y 1931 fue apartado de la política por la dictadura de Primo de Rivera. En ese período vieron la luz obras como La expansión de Cataluña en el Mediterráneo oriental, El pont de la mar blava, Resumen de literatura catalana, Paisajes de nuestra historia y La lección de la dictadura.
Colaborador de la organización catalanista Palestra, se implicó en la caída de la monarquía alfonsina.

### Segunda República
El 14 de abril de 1931, en cumplimiento del Pacto de San Sebastián, se incorporó al Gobierno Provisional de la República. El 18 de abril tomó posesión del Ministerio de Economía Nacional, cargo que desempeñaría hasta el mes de diciembre.
Fue elegido diputado a Cortes Constituyentes por Acció Catalana Republicana, destacando por su defensa del Estatuto de Autonomía catalán. En mayo de 1933 el presidente Manuel Azaña lo nombró jefe de la delegación española en la Conferencia Económica y Monetaria Mundial de Londres. Durante el curso 1933-34, Nicolau se incorporó a la Universidad Autónoma de Barcelona, impartiendo clases de lengua y literatura latina medieval. En 1935 participó, como jefe de la representación catalana en la Comisión Mixta de Traspasos Gobierno central-Generalidad de Cataluña.
En las elecciones de febrero de 1936, Nicolau consiguió el mayor número de votos de un diputado por Barcelona, revalidando, así, su escaño en las Cortes por Acció Catalana Republicana, que formaba parte del Front d'Esquerres de Catalunya. Pocas semanas después sería nombrado gobernador del Banco de España.

### Exilio
A principios de 1939 abandonó España y se estableció en París, ocupándose allí de la ayuda a los refugiados republicanos españoles, desde la presidencia de la Junta de Auxilio a los Republicanos Españoles. El gobierno del mariscal Petain lo encerró en el penal de Cusset. A pesar de ello fue liberado en 1943 y regresó a París. Pocos meses después era nuevamente detenido por la Gestapo, y enviado a la prisión de Fresnes. Liberado contra todo pronóstico merced a un amigo alsaciano, el mes de octubre de 1945 partió hacia México. Al poco tiempo fue nombrado embajador de la República Española en aquel país. Allí casó con la mexicana Palma Guillén, en 1946. También desempeñó el cargo de ministro sin cartera en el gobierno en el exilio que constituyó José Giral entre agosto de 1945 y enero de 1947.
En 1951 presidió los Juegos Florales Catalanes de Nueva York. En 1961, el Colegio de México reconoció su aportación a la cultura mexicana, y su trabajo, nombrándole miembro de aquella institución. El 24 de diciembre de 1961 falleció a los setenta y tres años de edad en Ciudad de México, donde aún reposan sus restos.